# Bataille de Puerto de Piñones
Guerre d'indépendance du Mexique
La bataille de Puerto de Piñones est une action militaire de la guerre d'indépendance du Mexique qui eut lieu le 1er avril 1811 à Puerto de Piñones, Coahuila. Les insurgés, commandés par le général Ignacio López Rayón, réussirent à vaincre les forces royalistes du colonel José Manuel de Ochoa, obtenant ainsi du ravitaillement et des fournitures de guerre pour les forces insurgées qui n'en avaient pas. La Bataille de Puerto de Piñones ne fut qu'un prélude à la prise de Zacatecas (1811) parce qu'Ignacio Rayón, bien que poursuivi par le chef royaliste José Manuel de Ochoa, s'était échappé ayant appris la nouvelle de la détention des autres chefs insurgés à Acatita de Baján (es).

## Sources
- Bustamante, Carlos María de (1846). Cuadro histórico de la revolución mexicana, comenzada en 15 de septiembre de 1810 por el ciudadano Miguel Hidalgo y Costilla, Cura del pueblo de los Dolores. (Impr. de JM Lara edición). México.

- (es) Cet article est partiellement ou en totalité issu de l’article de Wikipédia en espagnol intitulé « Batalla del Puerto de Piñones » (voir la liste des auteurs).